# Ministre de Publicitat
El Ministre de Publicitat era el nom que originàriament va rebre el departament oficial del govern de la República Irlandesa, l'Estat autoproclamat que va ser establert el 1919 pel Dáil Éireann, l'assemblea parlamentària formada per la majoria dels diputats escollits a les eleccions generals de 1918.

## Història
L'abril de 1918 fou establit un Departament de Propaganda del Sinn Féin al núm. 6 de Harcourt Street a càrrec de Robert Brennan. La cartera va ser creada per a promoure el nou govern d'Irlanda a tot el país. Després del Primer Dáil es va crear un departament similar en virtut del nou Dáil, concentrant-se més en publicitat a l'estranger. Tots dos departaments van cooperar en l'emissió de material publicitari. El primer Director de Publicitat sota el Dáil Éireann fou Laurence Ginnell.
En el Primer Dáil, el càrrec fou anomenat Director de Propaganda. El càrrec fou abolit després del Segon Dáil.

## Llista de titulars del càrrec
| Director de Propaganda 1919-1921 |                         |                      |                       |        |           |
| Núm.                             | Nom                     | Mandat               | Mandat                | Partit | Partit    |
| 1.                               | Laurence Ginnell        | 1 d'abril de 1919    | 17 de juny de 1919    |        | Sinn Féin |
| 2.                               | Desmond FitzGerald      | 17 de juny de 1919   | 11 de febrer de 1921  |        | Sinn Féin |
| 3.                               | Robert Erskine Childers | 12 de febrer de 1921 | 8 de març de 1921     |        | Sinn Féin |
| Ministre de Publicitat 1921-1922 |                         |                      |                       |        |           |
| Núm.                             | Nom                     | Mandat               | Mandat                | Partit | Partit    |
| 1.                               | Desmond FitzGerald      | 26 d'agost de 1921   | 9 de setembre de 1922 |        | Sinn Féin |